# Mitovi o stvaranju
Mitovi o stvaranju su simbolični narativi o poreklu svemira ili kosmosa. Poreklo kosmosa jedna je od glavnih tema svih mitologija. Mitolozi često razlikuju prave mitove o stvaranju, ili kosmogonije, i mitove o poreklu. Kosmogonije pripovedaju kako je svemir postao ili je stvoren iz nekog prvobitnog stanja. Kosmogonijski mitovi uopšteno svoj vrhunac dosežu u stvaranju ljudskog roda, nakon čega mitski kosmos postaje sličan svetu ljudskog iskustva. Mitovi o poreklu daju objašnjenje kako su nastala kasnija obeležja poznatog sveta, kao što su ljudska bića, životinje i društveni poredak. Ovi su mitovi obično nastavak kosmogonije i od nje preuzimaju temeljnu strukturu.

## Narav i značaj mitova o stvaranju
Mitovi o stvaranju jedan su od najranijih pokušaja čovečanstva da odgovori na neka od najdubljih pitanja o naravi i poreklu univerzuma. Na ta pitanja se i danas pokušava dati odgovor. Kosmogonija nudi etiologiju postojećeg sveta ili poretka te takođe pridonosi njegovoj stabilnosti. Međutim, kosmogonijski mit nikada nije jednostavno etiološki, jer se bavi krajnjim izvorom svih stvari. Mitovi o stvaranju su temelj za čovekovu orentaciju u svetu. Oni definišu čovekovo mesto u univerzumu i kakve odnose čovek treba da gaji prema drugim ljudima, prirodi i celom svetu; oni daju osnovni ton koji određuje sve druge gestove, činove i strukture u nekoj kulturi.
Premda mit o stvaranju (ili kosmogonijski mit) ne vodi nužno ka svom ritualnom izražaju, ritual je često dramatički prikaz mita. Ta se dramatizacija izvodi da bi se naglasila trajnost i delotvornost središnjih tema mita, kao izvora i temelja vrednosti u kulturi. U većini religioznih zajednica postoji predočenje o svetom i profanom vremenu. Na temelju kosmogonijskog mita ustanovljuje se sveto, ili stvarno, vreme. To je vreme ono najdelotvornije za život zajednice, a dramatizacija (upriličenje) mita o stvaranju omogućuje zajednici da sudeluje u vremenu koje je drukčijeg kvaliteta od običnoga vremena. Ne radi se ovde o prisećanju, nego o obnavljanju dalekih mitskih događaja.
Kosmogonije imaju funkciju posadašnjenja ili ponavljanja izvornog stvaranja. Simbolično ponavljanje mita o stvaranju u mnogim kulturama smatralo se i smatra novim stvaranjem. Takvo se novo stvaranje, na primer, „događa” kod rađanja deteta, ozdravljenja od bolesti, pa i u samoj smrti kao nečemu novom, novoj situaciji. Osim za pojedinca, mitovi o stvaranju takođe su vrlo važni i delotvorni za čitava društva: „Prilikom ponavljanja mitova, obnavlja se čitava zajednica; ona pronalazi svoje izvore, ona ponovno proživljava svoje početke.” Tako se, na primer, u nekim kulturama ustoličenje novoga kralja poistovećivalo s ponovnim stvaranjem ili obnavljanjem sveta. Slično tome, ceremonije i obredi vezani uz „Novu godinu” smatrani su ponavljanjem izvornog događaja nastanka sveta. Tako je i stvaranje sveta u Mesopotamiji, posebno kod Vavilonaca, bilo obredno ponavljano prilikom svetkovanja Nove godine. Verojatno je nešto od toga prisutno i u modernim proslavama Nove godine. I gradnja određenih građevina, posebno hramova, ali i čitavih gradova kao slika sveta (imagines mundi), smatrana je ponavljanjem kosmogonije, ponekad čak „preslikavanjem” već postojećih nebeskih gradova.

## Zajednički elementi u mitovima o stvaranju
Iako razdvojene nebrojenim geografskim preprekama, mnoge su kulture razvile mitove o stvaranju s istim temeljnim elementima:
Mnogi mitovi tako počinju s temom rađanja. Ovo je verojatno stoga što rađanje simbolizuja novi život, a početak života na zemlji može se uporediti s početkom života deteta. Ovo je usko vezano s predodžbom o prvom ocu i majci sveta, ili uz pripovedanje o rodoslovlju bogova.
U gotovo svakom drevnom mitu javlja se neko vrhovno biće. Ono je to koje pokreće niz događaja koji rezultiraju stvaranjem sveta. Ponekad postoje dva bića: pasivni i aktivni stvoritelj.
Tema nastanka života iznad ili pod zemljom takođe je česta. Drugi mitovi slični ovima govore o nastanku zemlje izranjanjem, a to su mitovi o roniocima.
Prema nekim predanjima, ljudi i životinje su nekad živeli u miru. Međutim, posvašao ih je greh ljudi. Ovaj greh je često izazvan strahom od tame i simbolizuje ga vatra. U drugim predajama ljudsku nevinost narušava jedan od bogova, a ne ljudi sami.
Stvaranje se često događa razdvajanjem ili diferencijacijom elemenata. Na primer razdvajanjem neba od zemlje, svetla od tame, kopna od mora, nekoga androgenog bića na muško i žensko, i slično.

## Vrste mitova o stvaranju

### Evolucijska klasifikacija
Mitovi o stvaranju se mogu klasifikovati prema evolucijskom stupnju njihovog razvoja, počevši od najarhaičnijih (najjednostavnijih) do modernih (najsloženijih) mitova zapadnjačkih kultura. Tako bi najarhaičniji mitovi bili mitovi o stvaranju primitivnih afričkih ili indijanskih plemena, a najsloženiji mitovi oni na koje se nailazi u predajama monoteističkih religija. Ovaj su pristup razvili i upotrebljavali naučnici 19. veka. Međutim, kao prigovor ovoj klasifikaciji može se reći da početak sveta istovremeno predstavlja početak ljudskog stanja te je nemoguće govoriti o ovom početku kao nečemu jednostavnom.

### Klasifikacija prema geografskom kriterijumu
Mitovi o stvaranju se mogu razvrstati i prema geografskom kriterijumu. Tako da postoje: mitovi sa Bliskog Istoka, mitovi klasičnog helenističkoga sveta, indijski mitovi, mitovi sa Dalekog Istoka (Kina, Japan i dr.), severno- i južnoamerički mitovi o stvaranju, afričke mitove i mitovi Australije i Okeanije, i tako u nedogled. Problem je u tome što ovom klasifikacijom teško da se može išta saznati o sadržaju i naravi samih mitova, osim nekih elemenata u mitovima koji su geografski uslovljeni. Tako, recimo, neki mitovi o stvaranju odražavaju geografske prilike određene kulture. U Mesopotamiji smeštenoj između reka Eufrata i Tigrisa, zavisnost od sistema navodnjavanja i stalna pretnja od poplava imali su jak uticaj na svakodnevni život, pa su, u skladu s tim, delovanje vode i vlast nad vodama igrali veliku ulogu u sumerskoj mitologiji.

### Strukturna klasifikacija
Moderni su, međutim, naučnici počeli da proučavaju razne tipove mitova s obzirom na strukture koje oni otkrivaju. Tako postoje:
- Stvaranje od strane vrhovnog bića: Pri ovakvom stvaranju, božanstvo-stvoritelj stvara svet pomoću svoje stvaralačke reči, ili pak emanacijom, pri čemu se kosmos često vrednuje kao degeneracija božanskog. Predodžba o „creatio ex nihilo” (lat. „stvaranje iz ničega”) javlja se prvi put u kasnijoj antici. Stvaranje se često događa uređenjem haosa (grč. „nered”) koji mora biti nadvladan i sadrži nepodeljenu pramateriju. Svet često nastaje od tela nekog od božanstava kojeg ubija drugo božanstvo (na primer, od tela božanstva Tiamat kojeg ubija Marduk u epu Enuma Elish; ili, u vedskom predanju, od tela primordijalnog čoveka Puruše, koje biva raskomadano da bi dalo materijal za svet i sve u njemu). Neka od obeležja ovog vrhovnog bića (božanstva) su: ono je oličenje mudrosti i moći, te postoji pre stvaranja sveta; stvaranje je svesno, namerno i uređeno; stvaranje je istovremeno izraz slobode i nakane božanstva; u nekoliko mitova o stvaranju božanstvo-stvoritelj napušta svet nakon što je stvoren (vidite deizam) i javlja se jedino kada stvorenom redu zapreti kakva katastrofa; na kraju, vrhovno božanstvo-stvoritelj često je bog neba. Ovde se mogu ubrojiti i biblijske pripovesti o stvaranju.
- Stvaranje izranjanjem: U ovom tipu mita o stvaranju, stvorenje snagom vlastite unutarnje moći izranja iz podzemlja. Stvoreni red postupno izranja u sukcesivnim stadijumima. Ovo je slično rađanju ili metamorfozi (preobraženju) sveta od embrionalnog stanja do stanja zrelosti. Naglašena je simbolika zemlje ili dela zemlje kao spremišta svih potencijalnih oblika. Kao što je vrhovno božanstvo-stvoritelj ekvivalent neba, tako i mit o izranjanju svoj ekvivalent nalazi u liku Zemlje, trudne žene, ili semena.
- Stvaranje od strane praroditelja sveta: Srodan drugom tipu mita je mit koji govori da je svet nastao kao potomstvo primordijalne majke i oca. Oni simboliziraju Zemlju (majka) i nebo (otac). Praroditelji se ovde uglavnom javljaju u kasnijoj fazi procesa stvaranja; pre postanka svetskih praroditelja na neki način postoji nered (haos). Roditelji se često prikazuju pasivnima i nezainteresiranima, što simbolizuje stanje tišine i savršenosti. Njihovi potomci, naprotiv, često su aktivni, simbolizirajući tako aktualnost, fragmentaciju i određenost stvarnosti – oni su definicija konkretne stvarnosti. Razdvajanjem svetskih praroditelja često se objašnjava nastanak sveta koji egzistira između neba i zemlje. Ovde se mogu ubrojiti i mitovi o Majci Zemlji, „sve-rodiljima”. Najpoznatija takva majka je grčka Geja.
- Stvaranje iz kosmičkog jajeta: Jaje simbolizuje sveukupnost iz koje proizlazi svo stvorenje. Ono je poput maternice (utrobe) koja sadrži semenke stvaranja. U jajetu su sadržane mogućnosti za savršeno stvorenje. Jaje takođe simbolizuje prokreaciju, ponovno rađanje i novi život. U skladu s tim, mnogi mitovi o stvaranju govore kako je svet nastao iz jednog praiskonskog (kosmičkog) jajeta u kojem su sve stvari sadržane u embrionalnom stanju. Ključni trenutak u kosmogonijama ovoga tipa najčešće je čin probijanja ljuske jajeta. Iz njega onda može izaći bilo cela stvarnost, bilo jedan od bogova, bilo prvi čovek, bilo neko drugo mitsko biće ili stvarnost.
- Stvaranje pomoću „ronioca”: Ovde su važna dva elementa. Prvo, tu je tema o kosmogonijskoj (praiskonskoj) vodi koja simbolizuje nediferencirane vode koje su postojale pre stvaranja zemlje. Drugo, tu je uvek i neka životinja (obično kornjača, dabar ili neka druga slična životinja) koja zaranja u vodu da dobavi deličak zemlje (blato) od kojega zatim nastaje poznati svet. U nekim razrađenijim verzijama ovakvoga mita kao ronilac se javlja đavo kojem božanstvo zapoveda da na površinu iznese nešto zemlje.

## Literatura
- Ashkenazi, Michael (2008). Handbook of Japanese mythology (illustrated изд.). Oxford University Press USA. ISBN 978-0-19-533262-9.
- Barbour, Ian G. (1997). Religion and Science: Historical and Contemporary Issues (first revised изд.). HarperSanFrancisco. стр. 58, 65. ISBN 978-0-06-060938-2.
- Bastian, Dawn E.; Mitchell, Judy K. (2004). Handbook of Native American Mythology. Santa Barbara: ABC-CLIO. ISBN 978-1-85109-533-9.
- Boas, Franz (1916). „Tsimshian Mythology”. Annual Report of the Bureau of American Ethnography.
- Bodde, Derk (1961). „Myths of Ancient China”.  Ур.: Samuel Noah Kramer. Mythologies of the Ancient World. Anchor.
- Booth, Anna Birgitta (1984). „Creation myths of the North American Indians”.  Ур.: Alan Dundes. Sacred Narrative: Readings in the Theory of Myth. University of California Press. ISBN 978-0-520-05192-8.
- Courlander, Harold (2002). A Treasury of African Folklore: The Oral Literature, Traditions, Myths, Legends, Epics, Tales, Recollections, Wisdom, Sayings, and Humor of Africa. Marlowe & Company. ISBN 978-1-56924-536-1.
- „Creation Myth”. Merriam-Webster's Encyclopedia of World Religions. Merriam-Webster. 1999. ISBN 978-0-87779-044-0.
- Doty, William (2007). Myth: A Handbook. University Alabama Press. ISBN 978-0-8173-5437-4.
- Eliade, Mircea (1963). Patterns in comparative religion. The New American Library-Meridian Books. ISBN 978-0-529-01915-8.
- Eliade, Mircea (1964). Myth and Reality. Allen & Unwin. ISBN 978-0-04-291001-7.
- Frank; Leaman, Oliver (2004). History of Jewish Philosophy. Psychology Press. ISBN 978-0-415-32469-4.
- Frankfort, Henri (1977). The Intellectual Adventure of Ancient Man: An Essay on Speculative Thought in the Ancient Near East. University of Chicago Press. ISBN 978-0226260082.
- Giddens, Sandra; Giddens, Owen (2006). African Mythology. The Rosen Publishing Group. ISBN 978-1-4042-0768-4.
- Honko, Lauri (1984). „The Problem of Defining Myth”.  Ур.: Alan Dundes. Sacred Narrative: Readings in the Theory of Myth. University of California Press. ISBN 978-0-520-05192-8.
- Johnston, Susan A. (2009). Religion, Myth, and Magic: The Anthropology of Religion-a Course Guide. Recorded Books, LLC. ISBN 978-1-4407-2603-3.
- Kimball, Charles (2008). „Creation Myths and Sacred Stories”. Comparative Religion. The Teaching Company. ISBN 978-1-59803-452-3.
- Knappert, Jan (1977). Bantu Myths and Other Tales. Brill Archive. ISBN 978-90-04-05423-3.
- Leeming, David Adams; Leeming, Margaret Adams (1994). Encyclopedia of Creation Myths (2nd изд.). ABC-CLIO. ISBN 978-0-87436-739-3.
- Leeming, David A. (2001). Myth: A Biography of Belief. Oxford University Press. ISBN 978-0-19-514288-4.
- Leeming, David Adams; Leeming, Margaret Adams (2009). A Dictionary of Creation Myths (Oxford Reference Online изд.). Oxford University Press. ISBN 978-0-19-510275-8.
- Leeming, David A. (2010). Creation Myths of the World (2nd изд.). ABC-CLIO. ISBN 978-1-59884-174-9.
- Leeming, David A. (2011a). „Creation”. The Oxford companion to world mythology (online изд.). Oxford University Press. ISBN 9780195156690. Приступљено 13. 10. 2011.
- Leeming, David A. (2011b). „Earth-Diver Creation”. The Oxford companion to world mythology (online изд.). Oxford University Press. ISBN 9780195102758. Приступљено 13. 10. 2011.
- Leonard, Scott A; McClure, Michael (2004). Myth and Knowing (illustrated изд.). McGraw-Hill. ISBN 978-0-7674-1957-4.
- Littleton, C. Scott (2005). Gods, goddesses, and mythology. 1. Marshall Cavendish. ISBN 978-0-7614-7559-0.
- Long, Charles H. (1963). Alpha: The Myths of Creation. New York: George Braziller.
- MacClaglan, David (1977). Creation Myths: Man's Introduction to the World. Thames & Hudson. ISBN 978-0-500-81010-1.
- Mair, Victor H. (1990). Tao Te Ching: The Classic Book of Integrity and the Way, by Lao Tzu. Bantam Books. ISBN 978-0-553-07005-7.
- McMullin, Ernan (2010). „Creation ex nihilo: early history”.  Ур.: Burrell, David B.; Cogliati, Carlo; Soskice, Janet M.; Stoeger, William R. Creation and the God of Abraham. Cambridge: Cambridge University Press. ISBN 9781139490788.
- May, Gerhard (2004). Creatio ex nihilo (English trans. of 1994 изд.). T&T Clarke International. ISBN 9780567083562.
- „myth”. Encyclopædia Britannica. Encyclopædia Britannica Online. 2009.
- Nassen-Bayer; Stuart, Kevin (oktobar 1992). „Mongol creation stories: man, Mongol tribes, the natural world and Mongol deities”. 2. 51. Asian Folklore Studies: 323—334. Приступљено 6. 5. 2010.
- Nebe, Gottfried (2002). „Creation in Paul's Theology”.  Ур.: Hoffman, Yair; Reventlow, Henning Graf. Creation in Jewish and Christian Tradition. Sheffield Academic Press. ISBN 9780567573933.
- Pettazzoni, Raffaele; Rose, H A (1954). Essays on the History of Religions. E J Brill.
- Segal, Robert (2004). Myth: A Very Short Introduction. Oxford University Press. ISBN 978-0-19-280347-4.
- Soskice, Janet M. (2010). „Creatio ex nihilo: its Jewish and Christian foundations”.  Ур.: Burrell, David B.; Cogliati, Carlo; Soskice, Janet M.; Stoeger, William R. Creation and the God of Abraham. Cambridge University Press. ISBN 9781139490788.
- Sproul, Barbara C. (1979). Primal Myths. HarperOne HarperCollinsPublishers. ISBN 978-0-06-067501-1.
- Stocker, Terry (2009). The Paleolithic Paradigm. AuthorHouse. ISBN 978-1-4490-2292-1.
- Sweetman, James Windrow (2002). Islam and Christian Theology. James Clarke & Co. ISBN 978-0-227-17203-2.
- Thomas, Cullen (2008). Brother One Cell: An American Coming of Age in South Korea's Prisons. Penguin. ISBN 978-0-14-311311-9.
- Walton, John H. (2006). Ancient Near Eastern Thought and the Old Testament: Introducing the Conceptual World of the Hebrew Bible. Baker Academic. ISBN 978-0-8010-2750-5.
- Wasilewska, Ewa (2000). Creation stories of the Middle East. Jessica Kingsley Publishers. ISBN 978-1-85302-681-2. Приступљено 23. 5. 2011.
- Wheeler-Voegelin, Erminie; Moore, Remedios W. (1957). „The Emergence Myth in Native North America”.  Ур.: W. Edson Richmond. Studies in Folklore, in Honor of Distinguished Service Professor Stith Thompson. Indiana University Press. ISBN 978-0-8371-6208-9.
- Weigle, Marta (1987). „Creation and Procreation, Cosmogony and Childbirth: Reflections on Ex Nihilo Earth Diver, and Emergence Mythology”. Journal of American Folklore. 100 (398): 426—435. JSTOR 540902. doi:10.2307/540902.
- Winzeler, Robert L. (2008). Anthropology and religion: what we know, think, and question. AltaMira Press. ISBN 978-0-7591-1046-5.
- Womack, Mari (2005). Symbols and Meaning: A Concise Introduction. AltaMira Press. ISBN 978-0-7591-0322-1.
- Y.Z. (jun 1824). „Some Account of the Tangousians in general and the Transbaikal Tangousians in particular”. Asiatic Journal and Monthly Miscellany. 17.
- Mircea Eliade, Mit i zbilja, Matica hrvatska, Zagreb 1970.
- Mircea Eliade, Povijest vjerovanja i religijskih ideja. Od kamenog doba do eleuzinskih misterija, Fabula nova, Zagreb 2006.

## Spoljašnje veze
- Creation myth - Encyclopedia Britannica
- Japanese Creation Myth
- Mayan Creation Myth Архивирано на веб-сајту  (23. септембар 2017)
- Egyptian Creation Myth
- Norse Creation Myth
- Indo-European Creation Myth Архивирано на веб-сајту  (11. септембар 2017)